# Хоут

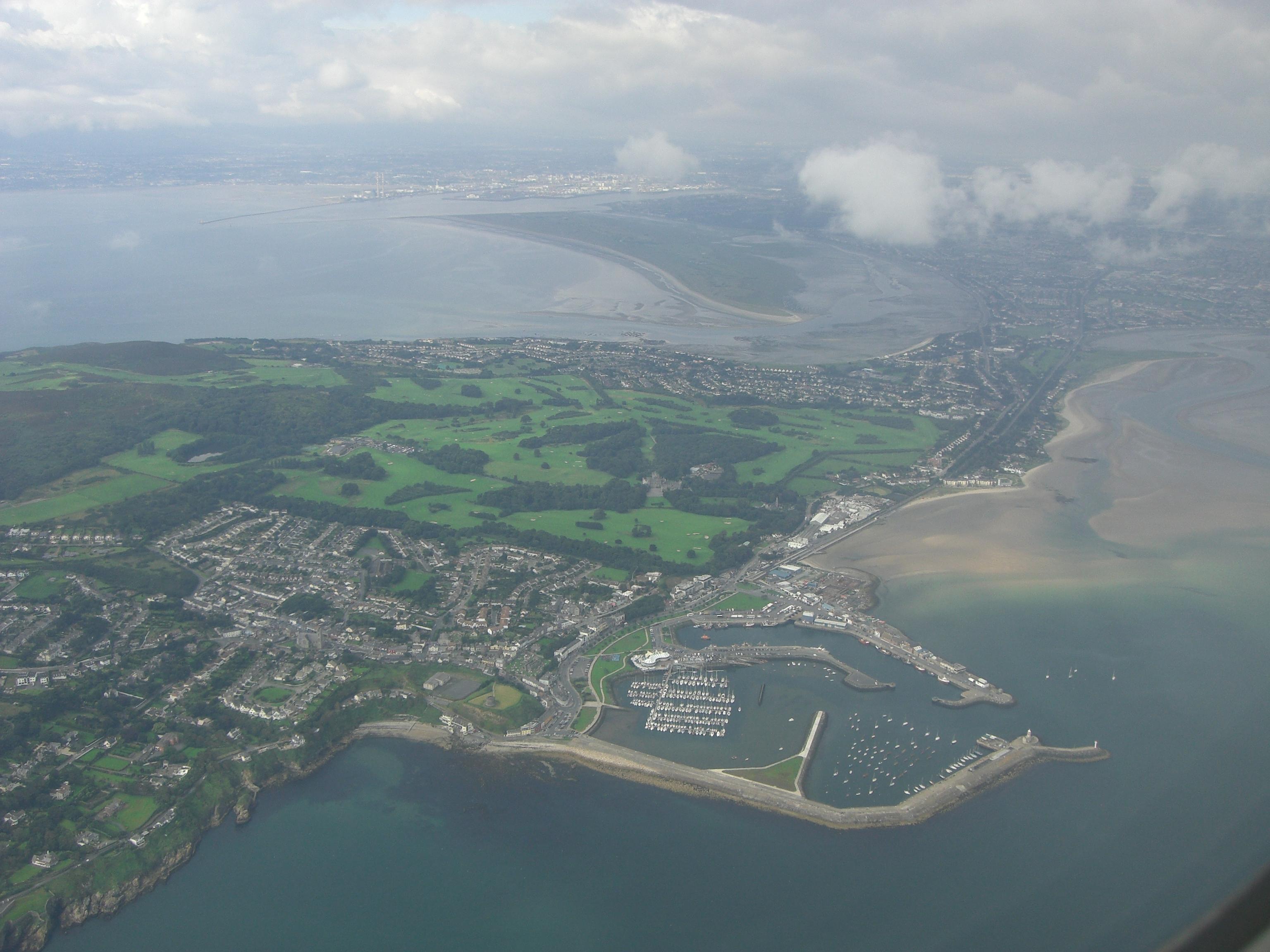
Территория пригорода Хоут и морской гавани

Хоут (Хаут; англ. Howth [houθ]; ирл. Binn Éadair) — пригород Дублина, находится в графстве Фингал (провинция Ленстер).
Население — 8706 человек (по переписи 2002 года).

## Расположение
Хоут расположен на полуострове Хоут-Хэд, который находится в 13 километрах к востоку-северо-востоку от Дублина на северной стороне Дублинского залива. Сам пригород находится в 15 километрах от центрального района Дублина и занимает практически всю северную часть полуострова Хоут-Хэд. Административно к городу относится необитаемый остров Ирландс-Ай, расположенный в 900 метрах к северу в Ирландском море.
Пригород Хоут является конечной остановкой на автомобильной дороге регионального значения из Дублина, одной из конечных станций северной части пригородного железнодорожного сообщения DART. Между Хоутом и Дублином работают регулярные автобусные маршруты компании Dublin Bus.